# Dunlin Oil Field
Dunlin Oil Field är ett oljefält i Storbritannien. Det ligger i Nordsjön, 1 100 km norr om London.